# Табуро, Этьен
Этье́н Табуро́ (фр. Étienne Tabourot; 1547, Дижон — 1590) — французский поэт, известный под именем seigneur des Accords, превосходный «рифмоплёт», прославившийся играми со стихосложением (акростихами, анаграммами и т. п.), в большей степени, чем настоящей поэзией. Особенно известны в этом отношении его стихотворения «La coupe» («Чаша») и «La marmite» («Кастрюля»), где очертания стихотворения представляют тот предмет, который в нём описан. Были у него и более серьёзные произведения.